# Elección para gobernador de Arizona de 2010
La elección para gobernador de Arizona de 2010 tuvo lugar el 2 de noviembre. Las elecciones primarias se celebraron el 24 de agosto de 2010.

## Primaria republicana

### Candidatos

#### Declarados
- Jan Brewer, gobernadora titular

#### Candidaturas retiradas
- Dean Martin, Tesorero de Arizona (se retiró el 9 de julio de 2010 y respaldó a Brewer)
- Owen Mills, miembro de la Junta Directiva de la Asociación Nacional del Rifle (se retiró el 13 de julio de 2010)

#### Candidaturas declinadas
- Joe Arpaio, alguacil del condado de Maricopa[3]
- J. D. Hayworth, exrepresentante de los Estados Unidos
- John Munger, expresidente del Partido Republicano de Arizona[4]
- Vernon Parker, alcalde de Paradise Valley (se postuló para el Congreso)
- Fife Symington, exgobernador de Arizona[5]

### Resultados
|  | 81.53 % |

|  | 26.7 % |

|  | 2.3 % |

|  | 1.7 % |

|  | 100 % |

## Primaria libertaria
|  | 48.15 % |

|  | 22.65 % |

|  | 20.21 % |

|  | 8.98 % |

|  | 100 % |

## Resultados
|  | 54.33 % |

|  | 42.43 % |

|  | 2.24 % |

|  | 0.93 % |

|  | 100 % |

|  | 55.65 % |